# Biblioteca Panizzi
La Biblioteca Panizzi è la principale biblioteca pubblica della città di Reggio Emilia. Istituita originariamente nel 1798 come Libreria Nazionale, dal 1864 ha sede presso Palazzo San Giorgio, nel centro della città. La biblioteca è intitolata ad Antonio Panizzi, bibliotecario e patriota italiano nato a Brescello di Reggio Emilia e direttore della biblioteca del British Museum dal 1856 al 1866.

## Storia
Nel 1796 una rivoluzione popolare contro il secolare dominio Estense porta alla proclamazione della Repubblica Reggiana; tra i primi provvedimenti del nuovo governo della città vi è la creazione di una Biblioteca pubblica da istituirsi attraverso l'acquisizione delle biblioteche di alcuni ordini religiosi soppressi e dei duplicati della Biblioteca Estense di Modena. Due anni più tardi, gennaio 1798, la nuova Biblioteca, che si fregia del titolo di "Nazionale", viene aperta al pubblico nei locali di Palazzo San Giorgio, già sede della Compagnia di Gesù.
Nel 1802 le cure della Biblioteca vengono affidate all'abate Gaetano Fantuzzi, dotto bibliografo, al quale si devono l'ordinamento della biblioteca e la compilazione del primo catalogo. La Restaurazione chiude l'epoca rivoluzionaria e napoleonica (1814): il duca Francesco IV al suo ritorno ordina che la Biblioteca venga trasferita presso il Capitolo del Duomo e venga diretta da bibliotecari scelti tra i Gesuiti e i Canonici. Si apre un periodo oscuro della storia della Biblioteca che, senza mezzi e con scarso pubblico, condurrà vita stentata per mezzo secolo.
Con la definitiva fine del dominio estense il Comune, nel 1859, rivendica la propria esclusiva competenza in materia di biblioteche pubbliche e decide la riapertura della Biblioteca nella primitiva sede di Palazzo San Giorgio. Tra il 1860 e il 1867 è chiamato a dirigerla l’illustre filologo e letterato Prospero Viani.
Il patrimonio della Biblioteca raggiunge i 56.000 volumi ed è destinato, nel corso della seconda metà dell’Ottocento, ad una rapida crescita attraverso i lasciti e i doni di ingenti patrimoni librari raccolti da famiglie, da associazioni e da studiosi reggiani.
Nel 1902 la direzione della biblioteca viene affidata a Virginio Mazzelli, valente bibliotecario già allievo del Fumagalli, che in trenta anni di gestione imprime alla biblioteca un assetto ed un ordinamento moderni, destinati a durare nel tempo. Su progetto del Mazzelli, nel 1910, viene creata una nuova biblioteca pubblica rivolta al "ceto operaio": la Biblioteca Popolare. Partita con una modesta dotazione, la nuova struttura conosce un immediato successo, attirando un pubblico di studenti, donne, operai e ragazzi. Con l'avvento del fascismo la vita di questa biblioteca si farà stentata e conoscerà una netta ripresa solo dopo la fine del secondo conflitto mondiale.
Nel periodo 1945-1970 il patrimonio della Biblioteca Municipale raggiunge i 200.000 volumi, mentre quello della Popolare supera i 50.000 volumi. Le due biblioteche comunali, ubicate nello stesso edificio insieme ad altre istituzioni culturali e scolastiche, rimangono tuttavia sostanzialmente estranee tra loro e nel tempo diventano quasi concorrenziali, con spreco di risorse, sia in termini di denaro che di energie intellettuali. Si pone con forza l’esigenza di un loro coordinamento.
Viene aperta nel 1972 la prima Biblioteca Decentrata, quella di Rosta Nuova, alla quale seguiranno le Biblioteche di Ospizio e di San Pellegrino.
Tre anni più tardi viene dal Comune approvato un nuovo Regolamento che sancisce l’unificazione delle biblioteche Municipale e Popolare con fusione dei fondi librari e creazione di un'articolazione dei servizi adeguata alla mutata realtà sociale. Il nuovo Istituto unificato viene intitolato al grande bibliotecario e patriota Antonio Panizzi.
Nel 1978 l'apertura della Sezione di Pubblica Lettura, organizzata a scaffali direttamente accessibili al pubblico e ordinata secondo la Classificazione Decimale Dewey, avvia concretamente il processo di rinnovamento dei servizi e la nascita di una nuova struttura bibliotecaria.
Con il trasferimento dell'Archivio di Stato e delle scuole avvenuto nel 1984, Palazzo San Giorgio è interamente destinato alla Biblioteca Panizzi ed hanno inizio i lavori di ristrutturazione dell'edificio. Nello stesso anno l’avvio del sistema automatizzato della gestione dei prestiti inaugura il processo di informatizzazione generale dei servizi bibliotecari.

## Il patrimonio
La Biblioteca Panizzi ha sede in centro storico a Reggio Emilia, nel settecentesco Palazzo San Giorgio, in via Farini 3.
Servizio del Comune di Reggio Emilia, è la maggiore struttura bibliotecaria del territorio provinciale.
Alle sue funzioni fondamentali di agenzia informativa e di luogo della memoria collettiva corrispondono le due grandi sezioni in cui si articola la sua struttura:
- la Sezione moderna: dotata di circa 190.000 opere tra libri, DVD, audiolibri e fumetti per adulti e ragazzi, è accessibile liberamente; la sua caratteristica principale è quella di favorire un contatto libero e diretto con il materiale, collocato in scaffali aperti. La sezione si articola su due piani, all’interno dei quali sono presenti: una sala dedicata esclusivamente allo studio e alla ricerca; numerose sedute per la lettura e la consultazione, dislocate lungo i percorsi della biblioteca; una sala riviste per la libera consultazione di oltre 15 quotidiani italiani e stranieri, dei principali settimanali e degli ultimi numeri di circa 300 riviste, ordinate per materie; una Sezione Ragazzi a piano terra dove trovano posto le opere destinate a bambini e ragazzi, suddivisi per fascia d’età e per tipologia di materiale e che ospita morbidi arredi per la lettura dei più piccoli, aree studio e spazi per narrazioni e attività didattiche; infine lo Spazio Giovani, che raccoglie il patrimonio dedicato alla fascia dei giovani adulti e che ospita periodicamente gruppi di lettura.
- la Sezione di Conservazione e Storia Locale: il cui patrimonio, ricco di oltre 350.000 volumi, è conservato in depositi di sicurezza: per avere accesso al materiale è necessario compilare una scheda di richiesta. Le opere librarie possono essere prese a prestito, ad eccezione di quelle pubblicate prima del 1950, disponibili in sola consultazione in sede. La sezione si articola  in Edizioni antiche: incunaboli, cinquecentine, edizioni a stampa miniate;  Manoscritti: codici, pergamene, corali, manoscritti moderni e contemporanei, carteggi; il Gabinetto delle Stampe Angelo Davoli che conserva, cataloga e valorizza le stampe e i disegni presenti nelle varie collezioni e raccolte della  Biblioteca Panizzi; la Fototeca che acquisisce, conserva e cataloga il patrimonio di immagini che documentano storicamente la realtà della città di Reggio Emilia e del territorio; i Periodici con 5.000 testate di notevole rilevanza storica che documentano lo sviluppo della storia del giornalismo dalle sue origini seicentesche fino ai giorni nostri e un Settore Archivi dove sono confluiti tramite donazioni e lasciti principalmente archivi di personalità di rilievo di Reggio Emilia o comunque legate al contesto reggiano otto-novecentesco.

## Il sistema delle biblioteche cittadine
La Biblioteca Panizzi è il fulcro di un sistema di biblioteche cittadine profondamente radicato sul territorio costituito dalla Biblioteca Ospizio, dalla Biblioteca Rosta Nuova, dalla Biblioteca San Pellegrino - Marco Gerra, dalla Biblioteca Santa Croce, dalla Biblioteca delle Arti e dalla piccola biblioteca presente nello Spazio Culturale Orologio.